# Індепенденс Тауншип (округ Вашингтон, Пенсільванія)
Індепенденс Тауншип (англ. Independence Township) — селище (англ. township) в США, в окрузі Вашингтон штату Пенсільванія. Населення — 1515 осіб (2020).

## Демографія
Згідно з переписом 2010 року, у селищі мешкало 1557 осіб у 624 домогосподарствах у складі 453 родин. Було 690 помешкань
Расовий склад населення:
| - 97,6 % — білих - 1,1 % — чорних або афроамериканців - 0,1 % — вихідців з тихоокеанських островів - 0,1 % — корінних американців - 0,1 % — азіатів |

До двох чи більше рас належало 1,0 %. Частка іспаномовних становила 1,2 % від усіх жителів.
За віковим діапазоном населення розподілялося таким чином: 21,5 % — особи молодші 18 років, 61,7 % — особи у віці 18—64 років, 16,8 % — особи у віці 65 років та старші. Медіана віку мешканця становила 44,6 року. На 100 осіб жіночої статі у селищі припадало 103,8 чоловіків;  на 100 жінок у віці від 18 років та старших — 100,5 чоловіків також старших 18 років.
Середній дохід на одне домашнє господарство  становив 79 551 долар США (медіана — 70 000), а середній дохід на одну сім'ю — 91 940 доларів (медіана — 83 889). Медіана доходів становила 56 875 доларів для чоловіків та 40 288 доларів для жінок. За межею бідності перебувало 7,6 % осіб, у тому числі 8,5 % дітей у віці до 18 років та 9,4 % осіб у віці 65 років та старших.
Цивільне працевлаштоване населення становило 822 особи. Основні галузі зайнятості: освіта, охорона здоров'я та соціальна допомога — 20,4 %, будівництво — 13,9 %, роздрібна торгівля — 11,8 %, виробництво — 10,7 %.